# Seznam hejtmanů Jihočeského kraje
Hejtman Jihočeského kraje (do května 2001 hejtman Budějovického kraje) je člen Zastupitelstva Jihočeského kraje, kterého si tento orgán zvolil do svého čela.

## Seznam
| Č. | Portrét | Portrét       | Jméno          | Ve funkci          | Ve funkci          | Navrhující strana | 1. náměstek   | 1. náměstek     | 1. náměstek       | Volby |
| Č. | Portrét | Portrét       | Jméno          | Od                 | Do                 | Navrhující strana | Jméno         | Jméno           | Navrhující strana | Volby |
| -- | ------- | ------------- | -------------- | ------------------ | ------------------ | ----------------- | ------------- | --------------- | ----------------- | ----- |
| 1. |         | Jan Zahradník | Jan Zahradník  | 18. prosince 2000  | 24. listopadu 2008 | ODS               |               | Jiří Vlach      | US                | 2000  |
| 1. |         | Jan Zahradník | Jan Zahradník  | 18. prosince 2000  | 24. listopadu 2008 | ODS               | Robin Schinko | ODS             | 2004              |       |
| 2. |         | Jiří Zimola   | Jiří Zimola    | 24. listopadu 2008 | 27. dubna 2017     | ČSSD              | Martin Kuba   | ODS             | 2008              |       |
| 2. |         | Jiří Zimola   | Jiří Zimola    | 24. listopadu 2008 | 27. dubna 2017     | ČSSD              | Ivana Stráská | ČSSD            | 2012              |       |
| 2. |         | Jiří Zimola   | Jiří Zimola    | 24. listopadu 2008 | 27. dubna 2017     | ČSSD              | Lucie Kozlová | ANO             | 2016              |       |
| 3. |         | Ivana Stráská | 27. dubna 2017 | 3. listopadu 2020  |                    | ČSSD              | Josef Knot    | TOP 09          |                   |       |
| 4. |         |               | Martin Kuba    | 3. listopadu 2020  | úřadující          | ODS               |               | František Talíř | KDU-ČSL           | 2020  |